# フィリモン・チェピタ
フィリモン・チェピタ（Phillimon Chepita、1981年2月2日 - ）は、ザンビアの元サッカー選手。元ザンビア代表。ポジションはFW。

## クラブ歴
地元ザンビアのルサカ・ディナモスFCで選手となった。
マレーシアのプルリスFAで長く活躍し、マレーシアでの初シーズンとなった2003年にはマレーシア・スーパーリーグ得点王を受賞した他、その他の年でも軒並みクラブ得点王となり、クラブのマレーシアカップやスーパーリーグでのタイトル獲得に貢献した。
その後はインドネシアのプルシブ・バンドン、シリアのアル・ジャイシュ・ダマスカスに所属した。
2012年には短期契約で再びマレーシアに行った。この時のチームはPKNS FCであり、怪我のためにミシャエル・ニソワーズが離脱し、その代理であった。

## 代表歴
ザンビア代表として2000年から2002年にかけて5試合に出場した。また、アフリカネイションズカップ2002の際にもメンバーに選出された。

## タイトル

### クラブ
プルリスFA
- マレーシア・スーパーリーグ: 2005
- マレーシアカップ:2004, 2006

準優勝: 2005
- ピアラFAマレーシア

準優勝:2003, 2006, 2007
アル・ジャイシュ・ダマスカス
- シリア・プレミアリーグ: 2006-07

### 個人
- マレーシア・スーパーリーグ得点王: 2003(23得点)